# Поздеев, Анатолий Дмитриевич
Поздеев Анатолий Дмитриевич (12 марта 1929, с. Богородское, Нижегородская область — 21 декабря 1998, Чебоксары) — советский и российский инженер-механик, доктор технических наук, профессор (1980). Создатель научной школы по динамике вентильных электроприводов с микропроцессорным управлением. Заслуженный деятель науки и техники РСФСР.

## Биография
Родился с. Богородское Варнавинского района Нижегородской области.
Окончил механический факультет Горьковского института инженеров водного транспорта (1952) и аспирантуру кафедры электрификации промышленных предприятий Харьковского политехнического института (1959)..
С 1965 г. жил и работал в Чебоксарах:
- 1965—1986 начальник отдела, заместитель директора, с 1971 директор Всесоюзного научно-исследовательского проектно-конструкторского и технологического института релестроения (ВНИИР) — главный конструктор Министерства электротехнической промышленности по электроприводам для станкостроения,
- с 1986 заведующий кафедрой «Системы автоматического управления электроприводами» Чувашского государственного университета им. И. Н. Ульянова.

Доктор технических наук (1977, диссертация Специальные вопросы динамики вентильного электропривода постоянного тока : диссертация … доктора технических наук : 05.09.03. — Чебоксары, 1975. — 336 с. : ил.), профессор (1980). 

## Награды
- Заслуженный изобретатель Чувашской АССР (1977),
- заслуженный изобретатель РСФСР (1981),
- заслуженный деятель науки и техники РСФСР (1986).
- Награждён орденом «Знак Почёта»

## Работы
Автор ок. 200 научных работ, в том числе 3 монографий, 100 изобретений.
Среди работ:
- Динамика вентильного электропривода постоянного тока [Текст] / Под ред. канд. техн. наук А. Д. Поздеева. — Москва : Энергия, 1975. — 223 с. : черт.; 20 см.
- Управляемый выпрямитель в системах автоматического управления / [Н. В. Донской, А. Г. Иванов, В. М. Никитин, А. Д. Поздеев]; Под ред. А. Д. Поздеева. — М. : Энергоатомиздат, 1984. — 352 с. : ил.; 21 см; ISBN
- Электромагнитные и электромеханические процессы в частотнорегулируемых асинхронных электроприводах. Ч., 1998.
- Электромагнитные муфты и тормоза с массивным якорем [Текст] / А. Д. Поздеев, Я. Б. Розман. — Москва ; Ленинград : Госэнергоиздат, 1963. — 104 с. : ил.; 20 см. — (Б-ка по автоматике; Вып. 82).
- Механика приводов металлорежущих станков : [Учеб. пособие] / А. Д. Поздеев; Чуваш. гос. ун-т им. И. Н. Ульянова. — Чебоксары : ЧГУ, 1988. — 88,[1] с. : ил.; 20 см.
- Динамика приводов промышленных роботов-манипуляторов [Текст] : [учебное пособие] / А. Д. Поздеев ; Чувашский гос. ун-т им. И. Н. Ульянова. — Чебоксары : ЧГУ, 1990. — 59 с. : ил.; 20 см; ISBN 5-230-17986-4
- Теория вентильного и цифрового электропривода. Элементы теории линейных импульсных систем. Приложение её к структурам цифрового электропривода / А. Д. Поздеев; Чуваш. гос. ун-т им. И. Н. Ульянова. — Чебоксары : ЧГУ, 1996. — 124,[1] с. : ил.; 20 см; ISBN 5-230-18040-4 :

## Семья
Сын — Дмитрий Поздеев, поэт.